# Турач ангольський
Тура́ч ангольський (Pternistis swierstrai) — вид куроподібних птахів родини фазанових (Phasianidae). Ендемік Анголи. Вид названий на честь південно-африканського ентомолога Корнеліуса Якобуса Свірстри.

## Опис
Довжина птаха становить 33 см. У самців верхня частина тіла темно-коричнева, здалеку здається чорною, на грудях широка чорна смуга. Нижня частина тіла біла, поцяткована чорними плямами. Дзьоб і лапи чорні. У самиць нижня частина тіла має подібне забарвлення, однак спина і верхні покривні пера крил у них світліші, рудувато-коричневі.

## Поширення і екологія
Ангольські турачі мешкають на високогір'ях західної Анголи, від Південної Кванзи до Уїли, зокрема на горі Моко на високогір'ї Баїлунду. Вони живуть в густому підліску вологих гірських тропічних лісів, на узліссях і галявинах, а також на скелястих і порослих травою схилах гір, у високотравних саванах на вершинах гір та в каньйонах. Живляться насінням трав і бобових, а також комахами, яких шукають серед опалого листя. Сезон розмноження, імовірно, припадає на травень-червень.

## Збереження
МСОП класифікує цей вид як такий, що перебуває під загрозою зникнення. За оцінками дослідників, популяція ангольських турачів становить від 1000 до 2500 птахів. Їм загрожує знищення природного середовище і полювання.